# 492112 Jordicamarasa
492112 Jordicamarasa è un asteroide della fascia principale. Scoperto nel 2008, presenta un'orbita caratterizzata da un semiasse maggiore pari a 2,5679163 au e da un'eccentricità di 0,1528109, inclinata di 8,85273° rispetto all'eclittica.